# Amazonis Planitia

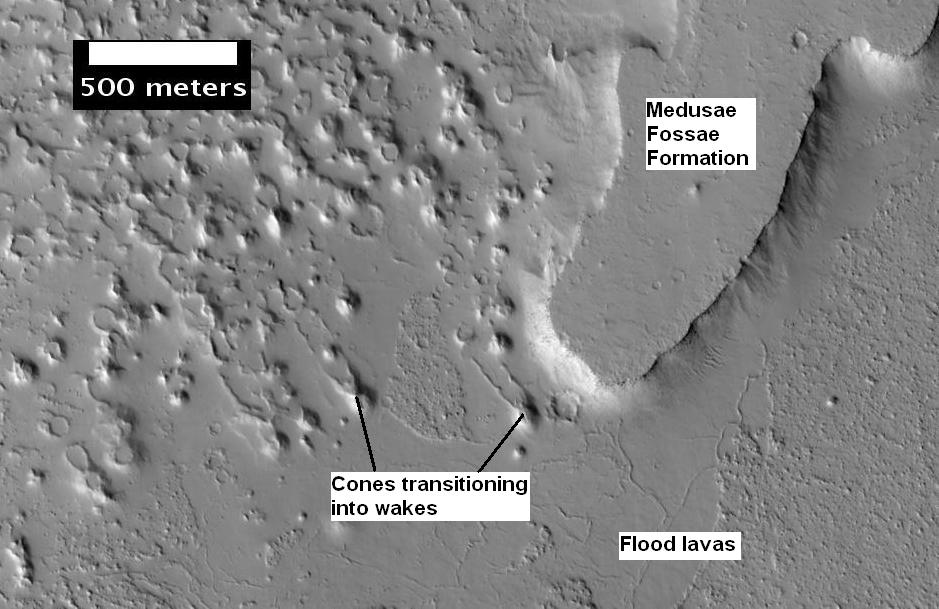
Platô composto de materiais de Medusae Fossae e cones sem fundações, capturado pela HiRISE. Os cones sem fundação são causados pela interação da lava com o gelo. As marcas são causadas pela lava que fluira sobre uma fonte de correnteza.

Amazonis Planitia é uma das planícies mais planas de Marte. Ela localiza-se entre as regiões vulcânicas de Tharsis e Elysium a oeste das regiões de Olympus Mons e de Valles Marineris no quadrângulo de Memnonia, centrada a 24.8º N, 196.0º E. Sua topografia exibe características extremamente suaves em várias escalas de extensão. Seu nome deriva de uma das formações de albedo clássicas observadas por antigos astrônomos, que por sua vez tomou o nome de Amazonas, uma raça mítica de mulheres guerreiras.
Com apenas aproximadamente 100 milhões de anos de idade, essa planície é uma das que fornecem menos camadas sedimentares impedindo a visualização do terreno marciano, lembrando muito a composição da Islândia, na Terra. Formada por lava fluindo livremente através das grandes planícies, Amazonis foi descrita por William Hartmann como um "deserto vulcânico brilhante e poeirento atravessado por vários fluxos de lava que parecem recém formados."  Amazonis se tornou o primeiro foco da pesquisa moderna tanto devido à sua composição geológica e devido à sua relative jovialidade comparado a outras regiões marcianas. Hartman escreve que a planície lembra com muita semelhança a superfície da Islândia, com suas "estranhas redes de tergos e penhas parecidas com redes de aranha, [em ambos os planetas] dividindo áreas mais suaves em um padrão que se assemelha a um prato quebrado." A forma das duas formações geológicas foi moldada pelo fluxo de lava de erupções vulcânicas, fazendo com que ambas as superfícies fossem cobertas por uma grossa camada de lava endurecida. Observações de fotos aéreas de ambas Amazonis e Islândia mostraram terrenos quase idênticos, indicando uma idade comparável das duas regiões.
Ironicamente, a era contemporânea inteira em Marte recebeu o nome de Era Amazônica porque os pesquisadores pensaram originalmente (e incorretamente) que Amazonis Planitia fosse representativa de todas as planícies marcianas. De maneira oposta, no decorrer das duas últimas décadas, pesquisadores perceberam que a pouca idade dessa região e superfície extremamente suave de fato distingue a área de suas regiões vizinhas. É possível até mesmo que a área tenha possuído características distintivas quando todo o planeta se encontrava debaixo d’água.
Apesar de todas as implicações da juventude de Amazonis não terem sido ainda determinadas, a natureza da área (por exemplo, a ausência de rochas sedimentares) ao menos forneceu aos pesquisadores evidência de quais áreas são mais propensas a render futuras descobertas, e como tal, tem sido proposta como um futuro sítio para a maior parte dos pousos das sondas da NASA.